# First Kill (série télévisée)
Ne doit pas être confondu avec First Kill.
First Kill, ou Première proie au Québec, est une série télévisée américaine en huit épisodes d'environ 49 minutes réalisée par Jet Wilkinson, et mise en ligne le 10 juin 2022 sur Netflix. Il s'agit de l'adaptation de la nouvelle du même titre de V. E. Schwab, parue en 2020.

## Synopsis
Juliette vient d'une famille de vampires, mais elle refuse de tuer les humains pour boire leur sang. Elle est attirée par une camarade de lycée, Calliope, sans savoir que cette dernière appartient à une guilde de chasseurs de vampires. Lorsqu'elles découvrent qui est chacune d'elles, elles devront choisir entre leur cœur ou leur famille.

## Distribution
Sauf indication contraire, les informations mentionnées dans cette section peuvent être confirmées par la base de données cinématographiques IMDb,  présente dans la section « Liens externes ».
- Sarah Catherine Hook (VF : Lola Nédélian) : Juliette Fairmont
- Imani Lewis (VF : Justine Berger) : Calliopé « Cal » Burns
- Elizabeth Mitchell (VF : Rafaèle Moutier) : Margot Fairmont, mère d'Elinor et Juliette
- Jonas Dylan Allen (VF : Simon Koukissa-Barney) : Ben Wheeler, meilleur ami de Juliette
- Aubin Wise (VF : Géraldine Asselin) : Talia Burns, mère de Calliope
- Jason Robert Moore (VF : Frantz Confiac) : Jack Burns, père de Calliope
- Gracie Dzienny (VF : Anne Tilloy) : Elinor Fairmont, sœur aînée de Juliette
- Will Swenson (VF : Guillaume Lebon) : Sebastian Fairmont, père de Juliette
- Phillip Mullings Jr. (VF : Mike Fédée) : Theo Burns, frère de Calliope
- Dominic Goodman (VF : Jhos Lican) : Apollo Burns, frère de Theo et Calliope
- MK xyz (VF : Vanessa Van-Geneugden) : Tess Franklin, membre de la guilde
- Roberto Mendez (VF : Florent Chako) : Noah Harington, lycéen par qui Ben est attiré
- Dylan McNamara (VF : Franck Lorrain) : Oliver Fairmont, frère jumeau d'Elinor
- Mikala Gibson (VF : Daria Levannier) : JoJo
- Joseph D. Reitman (VF : Jérémie Covillault) : Clayton Cook, membre de la guilde

 Source et légende : version française (VF) sur RS Doublage

## Production
Le 2 août 2022, la série est annulée.

## Épisodes
1. Premier baiser (First Kiss)
2. Premier sang versé (First Blood)
3. Premier combat (First Fight)
4. Premier rendez-vous (First Date)
5. Premier amour (First Love)
6. Première rupture (First Severing)
7. Premier adieu (First Goodbye)
8. Première trahison (First Betrayal)